# Gustavo Hoecker
Gustavo Francisco "Pancho" Hoecker Salas (Rere, Chile, 5 de diciembre de 1915 - Santiago, 19 de marzo de 2008) fue un médico veterinario, científico y académico chileno. Realizó estudios en el área de la Biología, en específico en la rama de Inmunología. En el año 1989 se le otorgó el Premio Nacional de Ciencias de Chile.

## Biografía
Hoecker nació en Rere localidad ubicada en la Región del Bío-Bío. Nunca tuvo un padre presente y su madre lo abandonó dejándolo al cuidado de su abuelo y quedándose ella con su otro hijo Federico los cuales posteriormente fallecerían de tuberculosis, enfermedad que igual aquejó a Gustavo pero de la que logró sobrevivir. Con solo 9 años entró a primer año de humanidades (séptimo básico actualmente) en el Instituto Nacional General José Miguel Carrera.
Estudio medicina veterinaria en la Universidad de Chile. Realizó su tesis de pregrado en una investigación sobre la leucemia experimental bajo la hipótesis e investigación  de Gabriel Gasic. Así fue como se incorporó a la facultad de medicina para estudiar la leucemia en aves. Su tesis duro 3 años y fue aprobada en 1943 con distinción máxima. Para su realización, Hoecker consiguió la acaso primera donación de la industria privada nacional para las ciencias: La Sociedad Chilena de Avicultores pago los miles de pollos y alimentación que se usaron para el experimento y también los almuerzos del personal del laboratorio. Bajo esta base experimental cimento su futura carrera pues a través de ella se empapó de literatura sobre inmunología,  genética y el trasplante de tumores.
Se tituló en el 1943 junto a su pareja Olga Pizarro la cual fue la segunda mujer médico veterinaria de Chile. El interés mutuo por la biología los unió tanto amorosa como científicamente. De este matrimonio nacieron cuatro hijas: Carolina Patricia, Maria Loreto, Flavia Clementina y Soledad.
Durante un breve período después de titularse Gustavo Hoecker trabajó como veterinario de un fundo ganadero en Vallenar, siendo su único trabajo fuera de la academia. Regreso a Santiago junto a su esposa ya que ella quedó embarazada de su segunda hija Maria Loreto. Él retorno a sus investigaciones en la Universidad de Chile y ella abrió una clínica veterinaria en su casa.
En 1950 Olga se incorporó como ayudante de la cátedra de biología y al año siguiente la dupla Hoecker-Pizarro público su primer trabajo en conjunto. Mientras estaban absorbidos por este trabajo de laboratorio llegó Gabriel Gasic desde el Congreso Nacional de Tumores realizado en París y les expreso que Peter Alfred Gorer estaba dispuesto a recibirlos en su laboratorio en Londres. Gustavo fue becado por el British Council y Olga por la Fundación Pedro Aguirre Cerda. Partieron en el año 1952 a Londres dejando a sus hijas al cuidado de familiares en Santiago.
Posterior a esto Hoecker postulo y se adjudicó una Beca Guggenheim que le permitió cruzar el Atlántico y llegar al Jackson Laboratory en Bar Harbor, Estados Unidos. Lo recibió George D. Snell al cual había conocido en un congreso en Italia. Sin embargo emprendió esta nueva aventura solo, ya que Olga regreso a Chile con sus hijas. Durante su estadía en este laboratorio, Hoecker hizo un descubrimiento excepcional respecto a los antígenos H2 publicado en el año 1954, considerándose según el director del Jackson Laboratory como el hallazgo más importante de ese año.
Al regresar Gustavo a Chile crearon el primer vivero de ratones genéticamente estandarizados de Latinoamérica requisito fundamental para poder seguir investigando desde Chile, dentro del cual empezaron a cosechar resultados, siendo publicados sus artículos describiendo nuevos Antígenos H2 en variadas revisas internacionales. Por sus diversos hallazgos dentro de esta área, Hoecker es considerado el padre de la Inmunogenética en Chile.
En 1964 fue parte de los primeros cinco miembros de la Academia Chilena de Ciencias del Instituto de Chile, siendo el más joven y primer secretario, cargo que mantuvo por 10 años. Además fue parte del grupo de científicos que impulsaron la creación de la  Comisión Nacional de Investigación Científica y Tecnológica (CONYCIT). Y un año después en 1965 asumió como el primer decano de la recién creada Facultad de Ciencias de la Universidad de Chile.
En el año 1989 recibió el Premio Nacional de Ciencias de Chile por su gran contribución al colaborar en el descubrimiento del complejo sistema de antígenos de histocompatibilidad y por su aporte a la docencia e intitucionalidad científica chilena. Al hacerlo agradeció a la educación pública chilena y también utilizó esta tribuna para llamar la atención de la sociedad en cuanto al apoyo que necesitan los jóvenes científicos para los que pidió más oportunidades.
A final de la década de los 70, Gustavo contrajo matrimonio por segunda vez con científica Alicia Ramos la cual la acompañó hasta sus últimos días.

## Áreas de investigación
Inició su trabajo de investigación con el Prof. Gasic sobre leucemia aviaria experimental, tema en el que dirigió la tesis de Danko Brncic. Luego, sin embargo, se interesaría en el estudio de antígenos en el locus H-2 en el ratón y el tema de la inmunogenética, que sería su preocupación central en investigación. En este campo, hizo contribuciones seminales en colaboración con el Premio Nobel, Prof. G.D. Snell.
También estudio la inmunología, en especial, el estudio de las Leucemias trasplantadas; inmunidad anticancerígena; y trasplantes de médula ósea. Realizó investigaciones sobre la epidemiología de algunas enfermedades parasitarias endémicas en Chile.

## Principales Publicaciones
- D. BRNCIC, G. HOECKER and G. GASIC. Immunity in mice against leukemic cells of the same generic composition. Acta Unio. Internat. contre cancer, 7: 761–764, 1952.

- G. HOECKER, A. MARTÍNEZ, S. MARKOVIC and O. PIZARRO. Agitans, a mutation with neurological effects in the house mouse. Journal of Heredity, 45: 10–14, 1954.

- G. HOECKER, S. COUNCE and P. SMITH. The antigens determined by the H–2 locus: a rhesus–like system in the mouse. Proc. Natl. Acad. Sci., 40: 1040–1051, 1954.

- N. KALISS, G. HOECKER and F. BRYANT. The effects of cortisone on isohemagglutinin production in mice. Journal of Immunology, 76: 83–88, 1956.

- G. HOECKER. Genetic Mechanisms in tissue transplantation in the mouse. Cold Spring Harbor Symp. on Quant. Biol., 21: 355–362, 1956.

- G. HOECKER, O. PZARRO and A. RAMOS. Some new antigens and hitocompatibility factors in the mouse. Transplantation Bull., 6: 407–411, 1959.

- O. PIZARRO, G. HOECKER, A. RAMOS and P. RUBINSTEIN. The distribution in the tissues and the development of H–2 antigens of the mouse. Proc. Natl. Acad. Sci. EE. UU., 47:1900–1907, 1961.

- G. HOECKER, F. MORGADO, A. RAMOS and O. PIZARRO. Genotypes and Bone Marrow Transplantation. In: Effects of Ionizing Radiation on Immune Processes. Editado por Ch. A. Leone. Gordon and Breach, New York, 1962. pp. 381–401.

- G. D. SNELL, G. HOECKER and J. STIMPFLING. Evidence that the "R" and "Z" blood group specificities of mice are allelic and distinct from H–2. Transplantation 5: 3, 1967.

- G. HOECKER, A. Ramos and A. FERREIRA. Restrictions of antibody production against the H–2 complex. Transplantation Proceedings. 2: 7682, 1970.

- A. FERREIRA, C. MORENO and G. HOECKER. Lack of correlation between the effects of cortisone on mouse spleen plague forming cells and circulating anti–sheep red blood cell huemolysins. Immunology 24: 607, 1973.

- F. PENALVA DA SILVA, G.F. HOECKER, N.K. DAY, K. VIENNE and P. RUBINSTEIN. Murine complement component 3: genetic variation and Linkage to H–2. Proc. Nat. Acad. Sci. 75: 963, 1978.

- A. RAMOS, F. ZAVALA and G. HOECKER. Immune response to glutara ldehyde treated cells. 1 Dissociation of immunological memory and antibody production. Immunology 36: 775, 1979.

- P. RUBINSTEIN, K. VIENNE and G. HOECKER. The location of the C3 and GLO (Glyoxalase 1) loci of the IX th linkage group in mice. J. Immunology 122: 2584, 1979.

- A. RAMOS, M. A. MORDOJOVICH, M. GAJARDO y G. HOECKER. New H–2 linked cell and serum antigens. Exp. Clin. Immunogenet. 2: 198–205, 1985.

- G. HOECKER. Recollections of a Chilean Member of the Very Exclusive H–2 Club. Immunogenetics. 24: 345–349, 1986.[6]

## Sociedades científicas a las que perteneció
- Académico de Número, Fundador de la Academia de Ciencias del Instituto de Chile (1964).

- Miembro y Director de la Sociedad de Biología de Santiago. Miembro de la Academia de Ciencias de Nueva York, USA.

- Miembro Fundador de la Sociedad de Genética de Chile y Presidente en 1967.

- Miembro de la Sociedad Brasilera de Genética, Socio Honorario correspondiente.

- Miembro y Fundador de la Sociedad Chilena de Inmunología.

- Miembro Fundador de la Sociedad Río Platense de Genética.

- Miembro Fundador y del Primer Directorio de la Sociedad Internacional de Trasplantes.

- Miembro de la American Association of Immunologists. Miembro Honorario de la Sociedad de Pediatría de Chile.

- Miembro Honorario de la Sociedad Chilena de Parasitología.

- Miembro de la Sociedad Internacional de Médicos para la Prevención de la Guerra Nuclear (IPPNW).[6]

## Distinciones
- 1947 Premio Corvalán Melgarejo, de la Sociedad de Higiene y Medicina Preventiva por el trabajo "Epidemia de Triquinosis en la Escuela Militar" (en colaboración con otros miembros del Instituto Juan Noé).

- 1960 Invitación de la Long Island Biological Association y Carnegie Foundation a presentar nuestros descubrimientos sobre la complejidad inmunogenética de los antígenos de trasplante.

- 1961 Invitación de la Academia Nacional de Ciencias de EE. UU. para presentar nuevos resultados en la Reunión Anual de esa Academia.

- 1962 Invitación de la División de Biología del Laboratorio Nacional de Oak Ridge, USA a presidir una sesión del Symposio Internacional sobre Diferenciación en Gatlinburg.

- 1964 Designado por la Universidad de Chile como Primer Decano de la Facultad de Ciencias.

- 1964 Elegido Miembro Fundador de la Academia de Ciencias del Instituto de Chile y su primer Secretario.

- 1970 Invitado por la Sociedad Brasileña de Inmunología para dar una conferencia en la reunión anual de esa Sociedad y designado Socio Honorario correspondiente.

- 1974 Invitado de la Sociedad Internacional de Trasplantes al Symposio Internacional de Jerusalén, Israel.

- 1981 Profesor Invitado del Instituto de Investigaciones Científicas Venezolanas (IVIC).

- 1983 Invitado a dictar una conferencia en el Roscoe B. Jackson Memorial Laboratory de Bar Harbor, Maine, USA.

- 1983 Invitado como Consultor de la Organización Mundial de la Salud en problemas de inmunología e inmunogenética de las enfermedades parasitarias.

- 1985 Designado Miembro Honorario de la Sociedad de Pediatría de Chile.

- 1986 Elegido para dedicarle un volumen de homenaje en 1987 por el Comité Editor de los Anales de la Universidad de Chile.

- 1987 Designado Miembro Honorario de la Sociedad Chilena de Parasitología.

- 1989 Elegido como miembro (Fellowship) de la Academia del Tercer Mundo, TWAS.

- 1989 Premio Nacional de Ciencias.(IPPNW).[6]